# Helene Hayman
Helene Valerie Hayman,  Baronesa Hayman, (nació el 26 de marzo de 1949 en Wolverhampton como Helene Middleweek) es una expresidenta de la Cámara de los Lores  en el  Parlamento Británico, entre 2004 y 2011. Como miembro del Partido Laborista (Reino Unido) fue miembro del Parlamento de 1974 a 1979, y obtuvo el título de Baronesa (no hereditario) en 1996. Además de su actuación política, ha participado en temas relacionados con la salud, como miembro de comités sobre ética médica. En el año de 2006, ella ganó la elección del nuevo puesto de Presidente de la Cámara de los Lores.